# Emilie von Hallavanya
Emilie von Hallavanya (* 26. Januar 1874 in Pula, Istrien; † 20. April 1960 in München) war eine österreichische Malerin.

## Leben
Emilie von Hallavanya kam ca. 1888 nach Graz, wo sie an der Zeichenakademie ihren ersten Kunstunterricht erhielt. Ab 1893 studierte sie bei Ludwig von Herterich an der Damenakademie in München, bevor sie 1894 nach Österreich zurückkehrte. In den Folgejahren lebte sie abwechselnd in München und Graz und unternahm Studienreisen nach Italien und Paris. 1909 zog sie als Mitglied einer Künstlerkolonie auf die Fraueninsel im Chiemsee, wo sie auch ihr Leben lang wohnen blieb. An der Münchner Damenakademie unterrichtete sie zwischen 1911 und 1920 unter anderem Kopf, Akt, sowie Stillleben, Landschaft und Interieur.
1914 wurde sie nach zwei silbernen Medaillen mit der österreichischen Goldenen Staatsmedaille ausgezeichnet. 1933 trat Emilie von Hallavanya der NSDAP bei.
Von Hallavanya starb 1960 in München.

## Werk
Als künstlerisches Vorbild Emilie von Hallavanyas wird zunächst Wilhelm Leibl gesehen. Ihre frühen Werke werden zuweilen auch der neuen Sachlichkeit zugeordnet.
In der Zeit Hallavanyas als Dozentin an der Damenakademie (1905 bis 1919) schuf sie vorwiegend Tier- und Kinderbilder sowie Damen-, Salon- und Kostümbilder, ein typisches Sujet war etwa die „Dame am Schreibtisch“. Stilistisch wird eine Ähnlichkeit mit dem Sezessionsmitglied Leo Putz und der Münchner Künstlervereinigung Scholle erkennbar. Die Werke dieser Zeit erschienen in Abbildungen in der Zeitschrift Kunst für alle und Hallavanya stellte regelmäßig in den Frühjahrsausstellungen der Münchener Secession und im Münchner Glaspalast aus.
Zur Sammlung des Münchner Lenbachhauses gehört ein undatiertes Selbstbildnis, welches um 1905 entstanden sein könnte, und das – anders als die meisten ihrer Bilder dieser Zeit – eine „selbstbewusste, moderne Frau“ in hellen, warmen Farbtönen und impressionistischer Pinselführung zeigt. Die Komposition des Atelierbildes erinnert an Lovis Corinths Selbstporträt mit Skelett von 1896.
In den 1930er Jahren passte sich Hallavanya in ihrem Stil an die herrschende Ästhetik während der Zeit des Nationalsozialismus an – zunächst mit „makellosen“ Akten in „kühler Sachlichkeit“, später noch klarer mit Motiven wie Deutsche Mutter. Als eine der wenigen Künstlerinnen wurde Hallavanya von den Nationalsozialisten akzeptiert. In der Zeit des Nationalsozialismus war sie Mitglied der Reichskammer der bildenden Künste. Für diese Zeit ist ihre Teilnahme an 20 großen Gruppenausstellungen sicher belegt, darunter zwischen 1937 und 1944 fast jedes Jahr die Großen Deutschen Kunstausstellungen in München.

## Weitere Ausstellungen (unvollständig)
- Frühjahrsausstellung der Münchener Secession (mehrfach ab 1905)[1]
- Grazer Kunstverein (1906, 1910, 1911)[3]
- Prager Kunstverein (1910)[3]
- Münchner Kunstverein (zwischen ca. 1905 und 1919)[3]
- Internationale Ausstellung, Glaspalast, München[3]
- Wiener Kunsthalle (1941)[3]
- Die deutsche Malerin und Bildhauerin, Kunsthalle Düsseldorf (1941)
- Jahresausstellung der Münchner Künstlerschaft, Maximilianeum (1943/1944)

## Werke (Auswahl)
- Selbstbildnis, ca. 1905, Öl auf Leinwand, 96 × 78 cm, Lenbachhaus, München, Inv.-Nr. G 3971[6]
- Jack Russell Terrier, vor 1907, Öl auf Leinwand, 75 × 64 cm, Neue Galerie Graz, Inv.-Nr. I/424
- Porträtstudie eines lesenden Herrn, ca. 1910, Öl auf Karton, 32,3 × 40,6 cm, Neue Galerie Graz, Inv.-Nr. I/196[7]